# Carlina comosa
Carlina comosa là một loài thực vật có hoa trong họ Cúc. Loài này được (Spreng.) Greuter mô tả khoa học đầu tiên năm 2003.